# Final da Copa do Mundo FIFA de 1962
A final da Copa do Mundo FIFA de 1962 foi disputada em 17 de junho no Estádio Nacional de Chile, em Santiago, entre a Seleção Brasileira e a Seleção Tchecoslovaca. Ambas as equipes já haviam se enfrentado antes neste mesmo torneio, e o resultado foi um empate. Foi a segunda vez na história das Copas que equipes que já haviam se enfrentando antes na mesma edição se encontraram novamente na Final (a outra havia sido em 1954, entre a Alemanha e a Hungria). Foi também a primeira vez que uma seleção européia chegou a uma final de Copa do Mundo disputada fora da Europa.
Esta foi a segunda vez que a Tchecoslovaquia disputou uma final de Copa do Mundo (a outra foi em 1934). Já com relação ao Brasil, tratou-se da segunda vez numa final (a outra foi em na edição anterior), já que em 1950 não houve uma final propriamente dita, e sim uma rodada final de um quadrangular.
Ao final de 90 minutos, o Brasil venceu a Tchecoslovaquia por 3–1 e se tornou bicampeão do mundo. Desta forma, essa foi a segunda, e por enquanto última, vez que uma equipe conseguiu o bi-campeonato da Copa de maneira consecutiva.

## Antecedentes
Encontros Anteriores entre as Seleções em Copas do Mundo
| Partida                    | Encontros Anteriores em Copas do Mundo | Encontros Anteriores em Copas do Mundo | Encontros Anteriores em Copas do Mundo | Encontros Anteriores em Copas do Mundo |
| Partida                    | Edição                                 | Fase                                   | Resultado                              | Ref.                                   |
| -------------------------- | -------------------------------------- | -------------------------------------- | -------------------------------------- | -------------------------------------- |
| Brasil vs. Tchecoslováquia | 1938                                   | Quartas de final                       | Brasil 1:1 Tchecoslováquia             | [ 1 ]                                  |
| Brasil vs. Tchecoslováquia | 1938                                   | Quartas de final (partida extra)       | Brasil 2:1 Tchecoslováquia             | [ 3 ]                                  |
| Brasil vs. Tchecoslováquia | 1962                                   | Fase de grupos                         | Brasil 0:0 Tchecoslováquia             | [ 4 ]                                  |

Participações em Finais
| Equipe          | Aparições em finais anteriores (negrito indica vencedores) |
| --------------- | ---------------------------------------------------------- |
| Brasil          | 1* (1958)                                                  |
| Tchecoslováquia | 1 (1934)                                                   |

- Nota: Na Copa do Mundo FIFA de 1950 não houve uma final propriamente dita, mas sim uma rodada final de um quadrangular.

## Caminho Até a Final
| Pos. | Seleção         | P | J | V | E | D | GP | GC | SG |
| ---- | --------------- | - | - | - | - | - | -- | -- | -- |
| 1    | Brasil          | 5 | 3 | 2 | 1 | 0 | 4  | 1  | +3 |
| 2    | Tchecoslováquia | 3 | 3 | 1 | 1 | 1 | 2  | 3  | –1 |
| 3    | México          | 2 | 3 | 1 | 0 | 2 | 3  | 4  | –1 |
| 4    | Espanha         | 2 | 3 | 1 | 0 | 2 | 2  | 3  | –1 |

| Pos. | Seleção         | P | J | V | E | D | GP | GC | SG |
| ---- | --------------- | - | - | - | - | - | -- | -- | -- |
| 1    | Brasil          | 5 | 3 | 2 | 1 | 0 | 4  | 1  | +3 |
| 2    | Tchecoslováquia | 3 | 3 | 1 | 1 | 1 | 2  | 3  | –1 |
| 3    | México          | 2 | 3 | 1 | 0 | 2 | 3  | 4  | –1 |
| 4    | Espanha         | 2 | 3 | 1 | 0 | 2 | 2  | 3  | –1 |

## Detalhes da partida

### Desfalques
O único desfalque desta partida ficou por conta do Pelé, que se lesionou ainda no segundo jogo brasileiro na competição.
Caso do Garrincha
Garrincha também seria um desfalque, por conta da expulsão no jogo da semi-final contra o Chile. Porém, o juiz da partida, o peruano Arturo Yamasaki, não relatou a agressão na súmula. Ele não havia visto a agressão de Garrincha no lance. Antes de expulsar o ponta, ele consultou o bandeirinha uruguaio Esteban Mariño, que havia acompanhado de perto o lance e chamou a atenção do árbitro.
Por conta de não constar na súmula (o bandeirinha uruguaio deixou apenas uma declaração escrita, afirmando que a infração foi um simples revide em típico lance de jogo), a Fifa, após pressões do Brasil, inclusive do então primeiro-ministro Tancredo Neves, incentivado pelo presidente João Goulart, e até do presidente chileno, Jorge Alessandri, que enviou pessoalmente uma carta à comissão disciplinar da Fifa pedindo que não se deixasse de fora o “jogador de futebol tão alegre”, deu a Garrincha apenas uma advertência do Tribunal da Fifa.
Naquele tempo, não havia suspensão automática. Quando um jogador era expulso, realizava-se um julgamento para determinar a punição a ser aplicada ao sujeito indisciplinado.

### Resumo

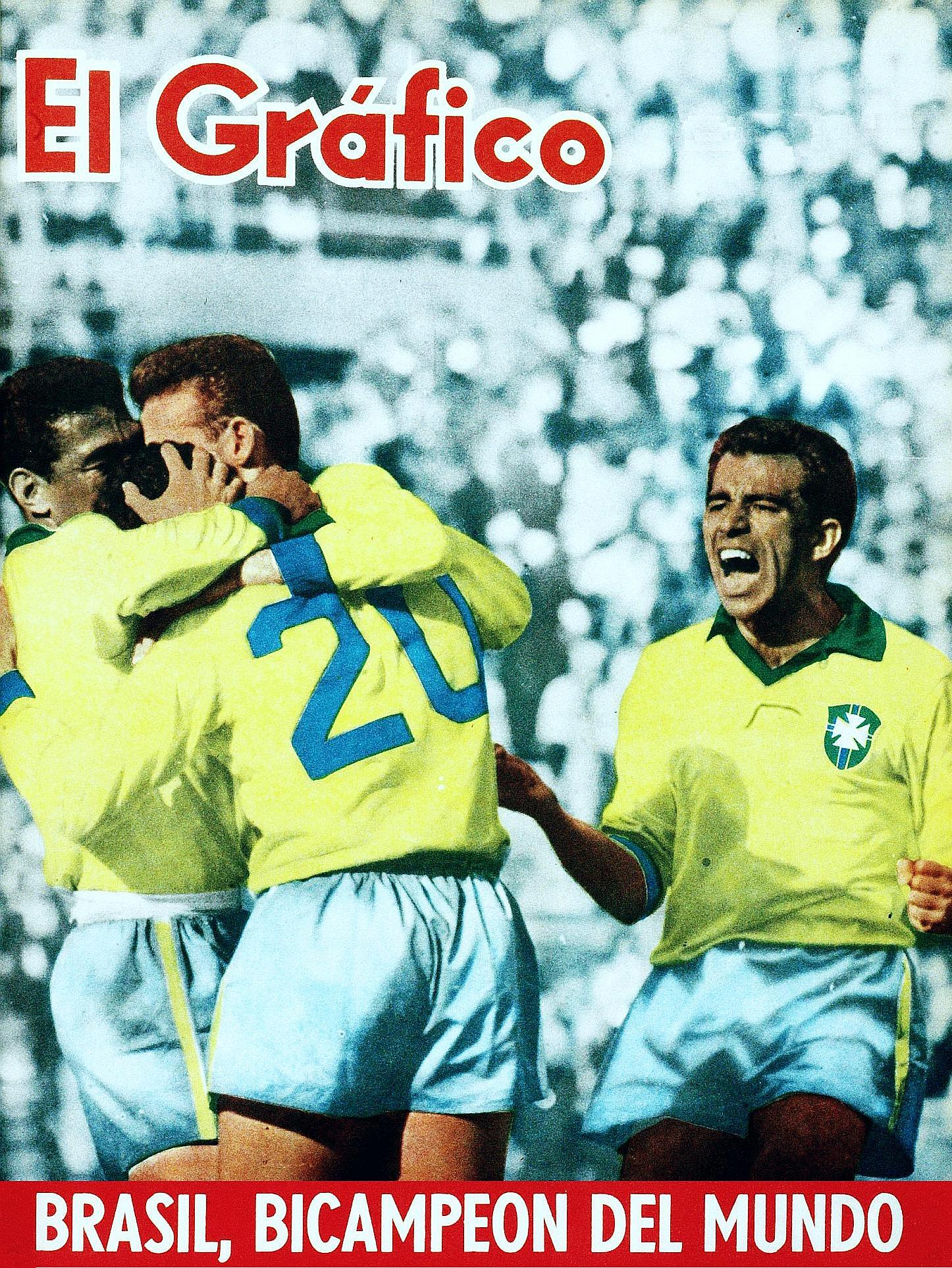
Jogadores do Brasil comemorando o segundo gol. Capa do jornal argentino El Grafico de 11 de Julho de 1962. Edicion 2231.

Garrincha, mesmo com febre de 38 graus, foi para o jogo.
A Tchecoslováquia assumiu a liderança com Josef Masopust aos 14 min, após assistência de Tomáš Pospíchal. 
O escrete canarinho empatou três minutos depois, com Amarildo. Após boa jogada jogada individual na lateral esquerda de Zagallo que entregou a Amarildo, de canhota supreender o goleiro.
Antes do intervalo, Mário Zagallo reclamou de um pênalti contra ele, mas o árbitro deixou passar.
Aos 69 min, Zózimo recuperou uma bola em sua metade do campo, Zito abriu o jogo na ala esquerda para Amarildo, que cruzou no meio para o mesmo Zito empurrar para as redes. Brasil 2-1; 
Logo após os jogadores da Tchecoslováquia protestarem por um pênalti não marcado: Tomáš Pospíchal cruzou no meio da área, a bola chegou a Adolf Scherer, que deu um passe de cabeça para o desmarcado Josef Jelínek, que chutou no gol, mas sua conclusão foi bloqueada pelo braço de Djalma Santos. O árbitro não apitou.
Aos 79 min, Vavá marcou o definitivo 3-1 para o Brasil, após uma bobeada do goleiro Viliam Schrojf, que foi atrapalhado pela luz do sol. 
Depois, foi só esperar o árbitro apitar o final da partida para o capitão Mauro Ramos de Oliveira erguer a taça Jules Rimet, e o Brasil conquistar seu segundo título mundial (consecutivo).

### Estatísticas
| Geral               | Brasil | Tchecoslovaquia |
| ------------------- | ------ | --------------- |
| Gols marcados       | 3      | 1               |
| Finalizações certas | 19     | 9               |
| Escanteios          | 7      | 3               |
| Impedimentos        | 2      | 2               |
| Faltas cometidas    | 9      | 14              |

### Ficha Técnica
| 17 de junho de 1962 | Brasil                             | 3 – 1     | Tchecoslováquia | Estádio Nacional de Chile ,Santiago           |
| 14:30               | Amarildo 17' · Zito 69' · Vavá 78' | Relatório | Masopust 15'    | Público: 68 679 Árbitro: URS Nikolay Latyshev |

| Brasil | Tchecos lováquia |

| GK             | 1  | Gilmar                  |
| LD             | 2  | Djalma Santos           |
| Z              | 3  | Mauro Ramos de Oliveira |
| Z              | 5  | Zózimo                  |
| LE             | 6  | Nílton Santos           |
| M              | 4  | Zito                    |
| M              | 8  | Didi                    |
| PD             | 7  | Garrincha               |
| PE             | 21 | Mário Zagallo           |
| CA             | 19 | Vavá                    |
| CA             | 20 | Amarildo                |
| Técnico:       |    |                         |
| Aymoré Moreira |    |                         |

| GK              | 1  | Viliam Schrojf    |
| LD              | 12 | Jiří Tichý        |
| Z               | 3  | Ján Popluhár      |
| Z               | 5  | Svatopluk Pluskal |
| LE              | 4  | Ladislav Novák    |
| MD              | 17 | Tomáš Pospíchal   |
| V               | 19 | Andrej Kvašňák    |
| ME              | 6  | Josef Masopust    |
| PD              | 11 | Josef Jelínek     |
| CF              | 8  | Adolf Scherer     |
| PE              | 18 | Josef Kadraba     |
| Técnico:        |    |                   |
| Rudolf Vytlačil |    |                   |

| Árbitros Assistentes: Leo Horn (Netherlands) Bobby Davidson (Scotland) | Regras - 2 tempos de 45 minutos. - 30 minutos de Prorrogação (2 tempos de 15 minutos), caso os 90 min terminem empatados. - Uma nova partida será marcada se, ao final dos 120 min., o placar continuar igual. - Substituições não permitidas. |

## Curiosidades
- Em 2013, o Correios lançou um selo comemorativo em homenagem a esta partida. O lançamento ocorreu durante a reedição da exposição "Cinquentenário da Copa do Mundo de 1962 – Chile", realizada em Brasília.[9]